# Chthonic
Chthonic (chinesisch 閃靈樂團 / 闪灵乐团, Pinyin Shǎnlíng Yuètuán) ist eine taiwanische Extreme-Metal-Gruppe, die sich nach Hades, dem griechischen Gott der Unterwelt benannt hat. Die Bandmitglieder, allen voran Bandleader Freddy Lim, sind für ihren politischen Aktivismus bekannt, der sich auch in den Texten ihrer Lieder widerspiegelt. Sänger Freddy Lim ist Vorsitzender der taiwanischen Abteilung von Amnesty International.

## Bandgeschichte
Chthonic entstand 1995 auf Anregung von Freddy Lim, zu einem Zeitpunkt als die Metal-Szene in Taiwan noch inexistent war. Beeinflusst durch Bands aus dem Black-Metal-Umfeld wie Cradle of Filth, Dimmu Borgir, Immortal, Enslaved, Emperor und Mayhem entstanden erste black-metal-lastige Arrangements auf Basis der Pentatonik-Skala kombiniert mit orientalischen Melodien. Im Gegensatz zu ihren Vorbildern beschäftigten sich die Texte von Chthonic nicht mit der Problematik des Christentums, sondern mit der Geschichte und Kultur Taiwans und deren Helden und Tragödien.
1998 erschien in Taiwan und China das Debütalbum Where the Ancestors’ Souls Gathered. Das zweite Album 9th Empyrean wurde in zwei Versionen, einer taiwanischen und einer englischen, veröffentlicht.
2003 erhielt die Band den taiwanesischen Golden Melody Award in der Rubrik „Best Band“ und erhielt daraufhin die Möglichkeit, bei den Neujahrsfeiern im Präsidentenpalast aufzutreten.

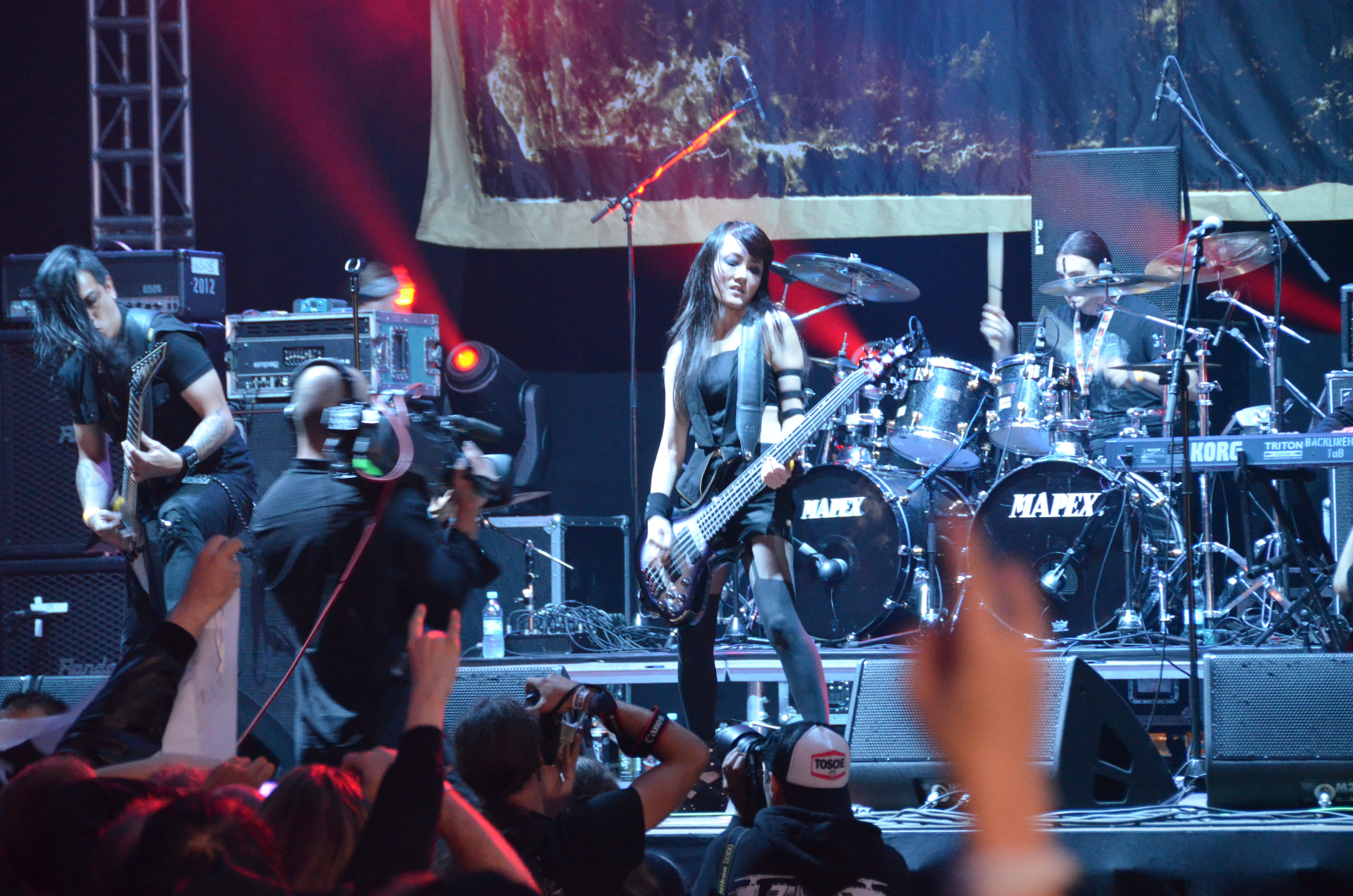
Chthonic auf dem Wacken Open Air 2012

2007 nahmen Chthonic als erste asiatische Extrem-Metal-Band am Ozzfest in den USA teil, unterbrachen die Tour jedoch für einige Tage um in Europa beim Wacken Open Air aufzutreten. Im Herbst 2007 begaben sie sich auf eine Europa-Tournee durch elf Länder und traten unter anderem als Vorband von Ensiferum auf.
Nachdem Sänger Freddy Lim 2016 ins taiwanesische Parlament gewählt wurde und Bassistin Doris Yeh ein Kind von ihm erwartete, legte die Band größere Touren auf Eis und spielte ausschließlich ausgewählte große Festivalauftritte. Während der Corona-Pandemie trat die Band auf dem Megaport 2021 vor 90000 Zuschauern auf, wobei der Auftritt in Kooperation mit der Digitalministerin Taiwans, Audrey Tang, stattfand.

## Stil
Björn Springorum vom Metal Hammer beschreibt die Musik von Chthonic als „saftige Metal-Keule irgendwo zwischen Cradle of Filth, Summoning und melodischem Death Metal, graziös unterfüttert mit fernöstlichen Chören oder dem Einsatz traditioneller Instrumente wie asiatischer Flöten oder Geigen“.
Bassistin und Hintergrundsängerin Thunder Tears zufolge sind die Musiker nicht religiös; sie selbst lese „zwar gerne Werke des Dalai Lama, weil mir seine philosophischen Ansichten gefallen, jedoch bedeutet Religion für mich nur eine Weise, das Universum zu verstehen“. Stattdessen behandelt die Band die taiwanische Geschichte und Kultur. Das Debütalbum Where the Ancestors’ Souls Gathered handelt vom Traum um eine bessere Zukunft der Han-Vorfahren im versprochenen Land und deren Reise über die Taiwan-Straße nach Taiwan. Das zweite Album 9th Empyrean berichtet von den Kämpfen und Konflikten zwischen den Han und den Ureinwohnern Taiwans und einer epischen Schlacht zwischen deren Göttern. Das dritte Album Relentless Recurrence nimmt sich die Legende von Na Tao Ji (chinesisch 林投姊, Pinyin Líntóuzǐ) zum Thema, einer jungen Frau, die nach einer Vergewaltigung durch einen Han Suizid verübt und als Geist Rache nimmt. Seediq Bale, das vierte Album, handelt vom Kampf des taiwanischen Volksstammes Seediq gegen die japanische Kolonisierung ab 1895. Takasago Army handelt vom Zweiten Weltkrieg und „ist den taiwanischen Soldaten gewidmet, die unfreiwillig auf der Seite der Japaner im Pazifik kämpften“, und behandelt damit ein meist verschwiegenes Thema.

## Diskografie
- 1998: Deep Rising (chinesisch 深耕, Pinyin Shēngēng, Single)
- 1999: Where the Ancestors’ Souls Gathered (chinesisch 祖靈之流 / 祖灵之流, Pinyin Zǔlíngzhīliú)
- 1999: Nightmare (chinesisch 夢魘 / 梦魇, Pinyin Mèngyǎn, Single)
- 2000: 9th Empyrean (chinesisch 靈魄之界 / 灵魄之界, Pinyin Língpòzhījiè)
- 2002: Relentless Recurrence (chinesisch 永劫轮迴 / 永劫輪迴, Pinyin Yǒngjiélúnhuí; 2006 Wiederveröffentlichung)
- 2003: Satan’s Horn (chinesisch 極惡限戰 / 极恶限战, Pinyin Jíèxiànzhàn, EP)
- 2005: Seediq Bale (chinesisch 賽德克巴萊 / 赛德克巴莱, Pinyin Sàidékèbālái; 2006 Wiederveröffentlichung mit englischen Texten, Down Port Label)
- 2006: A Decade on the Throne (chinesisch 登基十年演唱會 / 登基十年演唱会, Pinyin Dēngjīshíniányǎnchànghuì, Live-DVD + 2 CDs)
- 2007: Pandemonium (chinesisch 鬼脉转生 帝轮十年经典-精选集 / 鬼脈轉生 帝輪十年經典-精選集, Pinyin Guǐmàizhuǎnshēng Dìlúnshíníanjīngdiǎn-Jīngxuànjí, Greatest Hits Collection)
- 2009: Mirror of Retribution (CD)
- 2011: Takasago Army (CD)
- 2013: Bú-Tik (CD)
- 2014: Ián-Bú (DVD)
- 2018: Battlefields of Asura (CD)
- 2020: Taiwan Victory (Live) (CD)
- 2021: Megaport 2021 (Live) (CD)

## Auszeichnungen
- 2003: Beste Rockgruppe bei dem 14. Golden Music Award (ostasiatische Variante des Grammy).